# منبع‌شناسی تاریخ غزنویان
منابع دورهٔ غزنوی در این مقاله ذکر می‌شود. این منابع شامل تاریخ یمینی، زین‌الاخبار، تاریخ بیهقی و تاریخ سیستان است. نویسندگان این منابع افراد برجسته‌ای بودند که در حکومت وقت، مشغول به‌کار بودند و عمده مطالب این سلسله را ذکر کردند.
منابع موجود که به‌طور عمده به دو زبان فارسی و عربی تألیف کرده، نه تنها از شمار قابل توجهی برخوردار است، بلکه از کیفیت کم‌نظیر بهره‌مند است.
- تاریخ یمینی عتبی: تاریخ یمینی از ابونصر محمد عتبی، وقایع غزنویان را از ظهور سبکتگین تا سال ۴۱۲ هجری / ۱۰۲۱ دربرگرفته‌است. ابونصر محمد بن عبدالجبار عتبی که از نسل وزیر سامانی، ابوالحسن عتبی بود. وی تاریخش را به سبک مصنوع عربی و با استفاده از سجع بسیار نوشت. در قرن ۷ / ۱۳ جرباذقانی آن را به فارسی ترجمه کرد. به نظر تردول، عتبی در تلاش بوده‌است تا نشان دهد غزنویان از طریق انتقال مشروع قدرت از سامانیان به سلطنت رسیدند. عتبی تاریخ خود را با گزارش از ورود آلپ‌تگین به غزنه، انتخاب سبکتگین و پیروی‌های او آغاز می‌کند و سپس دلایل نفوذ ترکان به قلمرو نوح بن منصور را بیان می‌کند.[۲][۳]
- زین‌الاخبار گردیزی: تاریخ عمومی عبدالحی گردیزی، زین‌الاخبار در نیمه قرن ۵ در دربار عبدالرشید در غرنه نوشته‌شد. دربارهٔ گردیزی اطلاعات کمی موجود است، ممکن است وی یکی از دبیران یا مقامات پایین‌مرتبه دربار محمود بوده‌باشد. وی مدعی است شاهد وقایعی بوده که در گزارشش از حکومت ذکر می‌کند. شاید او با آن گردیزی که لوای حکومت را از طرف خلیفه القادر برای مسعود به نیشابور آورد نسبتی داشته‌باشد. تاریخ گردیزی فاقد مقدمه است و از نقطهٔ شکست محمد به دست مودود قطع می‌شود. این منبع به تمامی تاریخ ایران به‌ویژه خراسان توجه نشان داده‌است و از پادشاهان ایران باستان صحبت می‌کند تا غزنویان. زین‌الاخبار جداولی دربارهٔ هر طبقه از فرمانروایان است.[۴] یکی از موضوعات اصلی این اثر انتقال قدرت است که غزنویان حلقهٔ آخر این زنجیرهٔ انتقال هستند. در تاریخ گردیزی محمود غزنوی به عنوان سلطان غازی وظیفهٔ حمایت از دین راستین و تبلیغ آن و سرکوبی بدعت‌گزاران و جلوگیری از گسترش بدعت را دارد. گردیزی به جهاد محمود علیه دیگر ادیان و آداب کشورداری او اشاره می‌کند؛ وی نکات مهمی از جمله دستور ابن محمد برای اعدام تاهرتی و غلبه او بر دره‌های قیرات و نور در هند و پیوستن شاهان آن‌ها به اسلام را شرح می‌دهد. وی دیدار محمود با فرمانروای قراخانی، قدرخان یوسف را که در سال ۴۱۶ هجری / ۱۰۲۵ میلادی شکل گرفته و خود در آن حضور داشته‌است را به‌صورت مفصل شرح می‌دهد. بخش تاریخی کتاب با گزارش کشتار شاهزادگان و اشراف غزنوی به دستور مودود به قصد انتقام و قتل پدرش پایان می‌یابد. سبک آن ساده و سر راست است، فاقد صنعت‌گری‌های بلاغی است و نشان‌دهنده این است که اثری است تربیتی.[۵][۶]
- تاریخ بیهقی: ابوالفضل محمد بن حسن بیهقی در سال ۳۸۵ / ۴۷۰ هجری _ ۹۹۵ / ۱۰۷۷ میلادی در منطقه بیهق به دنیا آمد. وی در حدود سال ۴۱۲ / ۱۰۲۱ هجری _ ۱۰۲۱ / ۱۰۲۲ میلادی وارد دیوان رسالت غزنوی شد و به‌عنوان دستیار رئیس دیوان، ابونصر مشکان مشغول به کار شد. بیهقی در حکومت مسعود اول و جانشینان وی به کار خود ادامه داد و در زمان عبدالرشید به ریاست دیوان رسالت رسید. وی پس از مدتی از کار دربار فاصله گرفت تا تاریخ خود را آغاز کند. نکتهٔ مهم در کار بیهقی این است که شاهد وقایعی که ذکر کرده، بوده‌است و آن‌ها را از روی اسناد دیوانی شرح می‌دهد. دیگر جنبهٔ مهم او، بعد اخلاقی‌اش است که در خطبه‌ای که پیش از حکومت مسعود ذکر کرده‌است کاملاً مشخص است.

| « | … و اخبار این پادشاه (مسعود) براندم تا این‌جا و واجب چنان کردی که از آن روز که او را خبر رسید که برادرش را به تگیناباد فرو گرفتند، من گفتمی او بر تخت ملک نشست… نخست خطبه‌ای خواهم نبشت و چند فصل سخن بدان پیوست، آنگاه تاریخ روزگار همایون او براند. | » |

 به اعتقاد بیهقی خواست و تقدیر الهی بوده که غزنویان به قدرت رسیدند، اما نگهداری حکومت بستگی به عمل خود انسان دارد و در گرو فعالیت‌های فرمان‌روا است. بیهقی می‌گوید وقتی در نیشابور بوده‌است و پیش از آن‌که به خدمت غزنویان برسد؛ داستان‌هایی دربارهٔ کارهای بزرگ مسعود جوان شنیده‌است، اما دوست داشته شنیده‌های خود را از منبع قابل اعتمادی بشنود که آن‌ها را به چشم خود دیده‌باشد. پس از این‌که شروع به نوشتن این تاریخ می‌کند، اشتیاقش بیش‌تر می‌شود. بیهقی در کتاب خود به ماجراهای وزیر غزنوی، بوسهل، حسنک و اعدام وی می‌پردازد. قتل حسنک بخش طولانی را به خود اختصاص داده‌است که دارای سبک نمایشی قدرتمندی است. او داستان را جزء به جزء ذکر می‌کند و حکایت‌هایی که در گزارش اعدام حسنک گفته‌می‌شود در خدمت مقاصد تعلیمی و اخلاقی است. نکتهٔ مهم در توصیف این مرگ، تفسیر سیاسی و اخلاقی از مرگ حسنک است. تاریخ بیهقی دربارهٔ حکومت مسعود، تصاویری از امور و دسیسه‌های درباریان وی را ترسیم می‌کند و همچنین گزارشی دربارهٔ لشکرکشی‌های وی به نقاط مختلف ارائه شده‌است.
- تاریخ سیستان: تاریخ سیستان بیش از یک مؤلف داشته‌است. بخش نخست آن که به تاریخ سیستان و صفاریان پرداخته‌است و در حوالی سال ۴۴۸ هجری / ۱۰۶۲ میلادی تمام می‌شود به دست یک مؤلف و ادامه آن با سبکی متفاوت به دست مؤلفانی دیگر اتفاقات سال‌های ۴۶۵ هجری / ۱۰۷۳ میلادی را دربرگرفته‌است. تاریخ سیستان در بخش نخست از زد و خورد میان خوارج، سپاهیان اموی و عباسی، لشکرکشی‌های یعقوب در جنوب ایران، اقدامات طاهر و محمود صحبت می‌کند. در بخش بعد کتاب به روایت‌های محدودتری اشاره می‌کند. در این قسمت به رویدادهای پیش آمده در سیستان به هنگام سلطه غزنویان و سلجوقیان اشاره می‌کند؛ از جمله: سرکوب شورش‌ها، غارت زرنگ به دست سپاهیان محمود، قحطی و وبا و کشمکش میان مقامات غزنوی و رهبران محلی. این بخش با خواندن خطبه به نام طغرل سلجوقی به اتمام می‌رسد.[۱۰]

## کتاب هایی که در این دوره نوشته شده
- متأسفانه از کتاب غرر اخبار ملوک فرس و سیرهم که ابومنصور عبدالملک ثعالبی نیشابوری آن را به زبان عربی در چهار مجلد قبل از سال 412 ق به دستور نصر بن ناصرالدین سبکتگین (برادر سلطان محمود) تألیف کرده، بیش از دو جلد (در باب تاریخ ایران باستان و تاریخ جهان تا ظهور اسلام) باقی نمانده است. از این روی ما از اطلاعاتی که درباره سلسله‌ها و خاندان‌های بزرگ ایرانی و از جمله، سلسله غزنویان که در مجلدهای از میان رفته کتاب یاد‌شده وجود داشته، بی‌بهره‌ایم.[۱۱]

## تحقیقات معاصر
با آن‌که در مورد اوضاع و احوال علمی و فرهنگی و ادبی و نیز شرح حال فرهیختگان عهد غزنوی و آثار آنان در تألیفات متعدد صاحب‌نظران معاصر ایرانی سخن رفته است، اما در زمینه تالیف ارزشمند و جامع ذبیح‌الله صفا با عنوان تاریخ ادبیات در ایران، هم‌چنان جایگاه ممتازی دارد. در قسمت‌هایی از این کتاب، درباره اوضاع اجتماعی، سیاسی، علمی، مذهبی و ادبی عهد غزنویان و اندیشمندان و نام‌آوران عرصه علمی، فرهنگی و مذهبی در آن روزگار به صورتی شایسته سخن گفته شده‌است.
در کتاب از گذشته ادبی ایران تألیف عبدالحسین زرین‌کوب مطالب جالب توجهی در باب اوضاع علمی و ادبی در عهد غزنویان موجود می‌باشد.